# شون غريغان
شون غريغان (بالإنجليزية: Sean Gregan)‏ هو لاعب كرة قدم بريطاني في مركزي قلب الدفاع والوسط، ولد في 29 مارس 1974 في Guisborough ‏ في المملكة المتحدة. لعب مع أولدهام أثلتيك وبريستون نورث إيند وفليتوود تاون وليدز يونايتد ونادي دارلنجتون ووست بروميتش ألبيون.

## وصلات خارجية
- شون غريغان على موقع قاعدة بيانات كرة القدم.إي يو (الإنجليزية)
- شون غريغان على موقع Soccerbase.com (لاعب) (الإنجليزية)
- شون غريغان على موقع عالم كرة القدم.نت (الإنجليزية)